# 大卡爾普芬湖
53°19′18.54″N 13°30′24.21″E / 53.3218167°N 13.5067250°E
大卡爾普芬湖（德語：Großer Karpfensee），是德國的湖泊，位於該國西南部，由勃蘭登堡州負責管轄，處於烏克馬克縣，長1.3公里、寬0.3公里，面積0.32平方公里，海拔高度93米。